# St. Zeno (Bad Reichenhall)
St. Zeno ist ein Ortsteil von Bad Reichenhall. Bis 1905 war St. Zeno eine eigenständige Gemeinde mit dem Ortszentrum einen Kilometer nordöstlich des Reichenhaller Stadtzentrums, und mit einer Fläche von 165,95 Hektar und 921 Einwohnern (Stand: 1904). Nach der letzten Volkszählung vom 25. Mai 1987 wurden nur noch zwei „Gebäude mit Wohnraum“ (Klostergebäude) mit 25 Einwohnern zum Ortsteil St. Zeno gerechnet, während die übrigen Bereiche der früheren Gemeinde als mit Bad Reichenhall zusammengewachsen gelten.

## Lage und Gliederung
Die ehemalige Gemeinde St. Zeno war mit den Dörfern St. Zeno und Froschham sowie den Weilern Leopoldsthal, Traunfeld und Vogelthenn in fünf Ortsteile gegliedert. Im ersten amtlichen Ortsverzeichnis von 1875 wurden außerdem noch die Einöden Wegscheid und Bahnhof Reichenhall als weitere eigenständige Ortsteile ausgewiesen. Die Gemarkung grenzt jedoch nicht an das frühere gemeindefreie Gebiet Forst Sankt Zeno, wie aufgrund der Namensgleichheit vermutet werden könnte.

## Geschichte
Benannt ist der Ort nach dem ehemaligen Kloster der Augustiner-Chorherren. Auffälligstes Bauwerk ist die dem Kloster angeschlossene Kirche St. Zeno, die als größter romanischer Kirchenbau Oberbayerns gilt.
Wegen des Aufschwunges als Kurbad herrschte am Ende des 19. Jahrhunderts im Hauptort Bad Reichenhall eine rege Bautätigkeit. Aufgrund der durch die Topographie vorgegebenen Möglichkeiten zur räumlichen Entwicklung standen alsbald von 200 errichteten Villen und Landhäusern bereits 61 auf dem Gemeindegebiet von St. Zeno, was das Zusammenwachsen und schließlich die Eingemeindung begünstigte.
Am 1. Dezember 1905 wurde der Hauptteil der Gemeinde mit den Ortsteilen St. Zeno, Froschham, Traunfeld und Vogelthenn in Bad Reichenhall eingemeindet. Diese ehemaligen Ortsteile werden innerhalb Bad Reichenhalls nicht mehr unterschieden bzw. sind allesamt in St. Zeno als einem Ortsteil von Bad Reichenhall aufgegangen. Der Weiler Leopoldsthal unmittelbar an der österreichischen Grenze, eine vom übrigen Gemeindegebiet durch das Kirchholz getrennte Exklave mit weniger als acht Hektar Fläche, ging zeitgleich mit ihren 14 Einwohnern an die Gemeinde Bayerisch Gmain, wurde aber auch in ihr laut Amtlichem Ortsverzeichnis letztmals 1925 als separater Ortsteil verzeichnet.
Am 1. Januar 1981 vergrößerte sich die Gemarkung um rund 56 Hektar, als ein Teil des aufgelösten gemeindefreien Gebiets Kirchholz nach Bad Reichenhall eingemeindet und der Gemarkung St. Zeno zugeschlagen wurde (der größere Teil von Kirchholz kam zu Bayerisch Gmain).

## Schulstandort

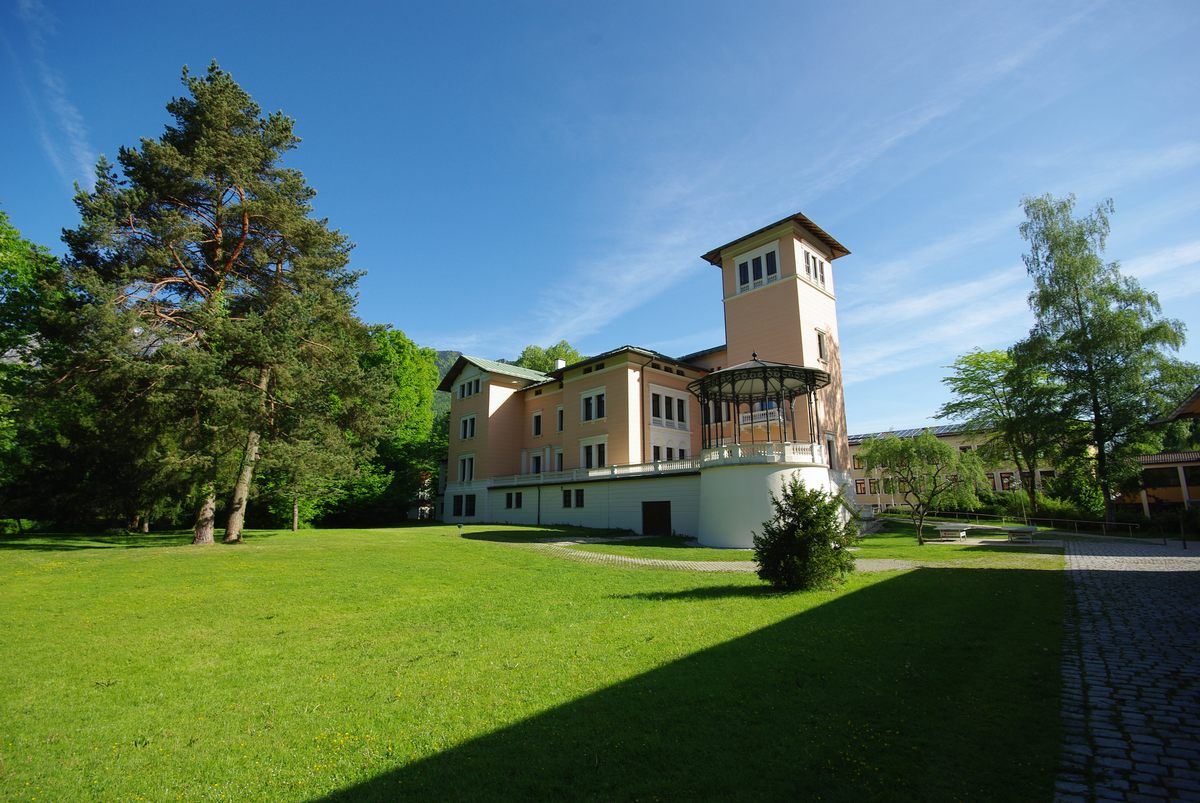
Villa Karg

Ein Teil der Klostergebäude beherbergt heute die Mädchenrealschule der Erzdiözese München und Freising. In unmittelbarer Nachbarschaft des Klosters erwarb 1868 Josef Freiherr von Karg-Bebenburg (1833–1899) eine Länderei und errichtete darauf 1871 eine Villa mit Parkanlage. Die Villa Karg ist heute Teil des Karlsgymnasiums, die Parkanlage der Karlspark. Ebenso ist St. Zeno heute Standort der St.-Zeno-Schule (Mittelschule), des Sonderpädagogischen Förderzentrums und der Steigenberger Hotelfachschule. Das Gelände der 2006 eingestürzten Eislaufhalle liegt ebenfalls in unmittelbarer Nähe der Schulen. Im September 2009 sollte auf diesem Gelände nach dem Abriss der Eislaufhalle der Campus Bad Reichenhall der IUBH School of Business and Management entstehen. Der Campus befindet sich jedoch heute bei der Hotelfachschule, nachdem die Hochschule 2013 den Erbbaurechtsvertrag für das Gelände der eingestürzten Eislaufhalle wegen absehbar unzureichender Auslastung nicht verlängert hat. Das Gelände ist somit nach wie vor unbebaut (Stand: 2015).